# Neomomonia paramecia
Neomomonia paramecia är en kvalsterart som beskrevs av Cook 1983. Neomomonia paramecia ingår i släktet Neomomonia och familjen Momoniidae. Inga underarter finns listade i Catalogue of Life.